# Karnali (fiume)
Il Karnali o Ghaghara (altri nomi Gogra, Ghaghra o Ghagra, Nepali Kauriala o Manchu) è un fiume transfrontaliero di Nepal e India. Letteralmente il nome Ghaghara significa "acqua santa della montagna sacra" (Karnali significa anche "fiume turchese").
Ha origine nell'altopiano tibetano, vicino al Lago Manasarovar. Attraversa l'Himalaya e giunge in Nepal. Nel suo cammino trova la confluenza con il fiume Sarda a Brahmaghat in India, dove il fiume diventa uno dei principali affluenti del Gange.